# 宜蘭県
宜蘭県（イーランけん/ぎらんけん）は、中華民国台湾省北東部に位置する県。台湾語では「ギーラン」と読まれる。海岸沿いまで山地が迫る地勢が交通の大きな障害となっていたが、2006年、北宜高速道路の雪山トンネルが開通し、台北市内と30分で結ばれるようになった。県政府所在地は宜蘭市。

## 地理

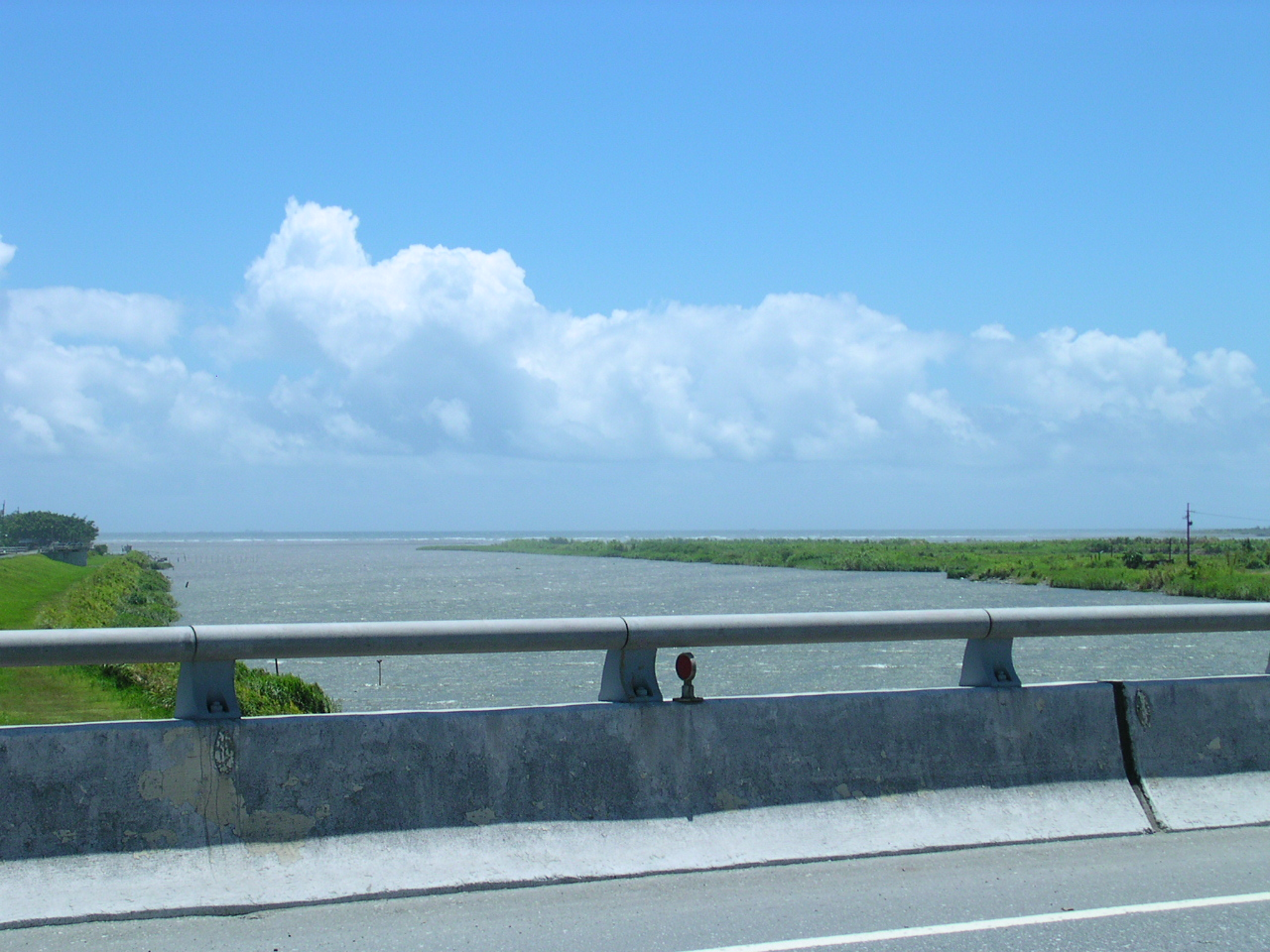
蘭陽渓

三方を山に囲まれた蘭陽平原を中心として形成されている。蘭陽渓の沖積作用により形成された平野であり肥沃な土壌が広がり農業が盛んである。
宜蘭県の北部は新北市の貢寮区、双渓区、坪林区、烏来区に接しており、現在北宜高速公路により連絡され、交通の利便性が大幅に向上している。県南の南澳郷は山岳地帯であり、花蓮県とは蘇花公路で結ばれている。県西は中央山脈の雪山、大霸尖山などの山脈により桃園市復興区、新竹県尖石郷、台中市和平区と隣接している。
県人口は宜蘭市、羅東鎮 に集中しており、政治・経済の中心を形成している。
気候の特徴としては多雨が挙げられる。台湾には「新竹では風、宜蘭では雨が多い」ということを意味する「竹風蘭雨」という言葉がある。特に冬の北東からの季節風の時期には、数か月にわたりぐずついた天気になることも珍しくない。

## 歴史
宜蘭とは台湾原住民平埔族の中の一群であるクヴァラン族が広く住んでいた地域で、1632年にはクヴァラン族が歴史資料に登場している。台湾語音で蛤仔難のちに噶瑪蘭と宛てられた。
清初は宜蘭は諸羅県（現在の嘉義）の管轄に置かれていた。その後彰化県、淡水庁と管轄が変更されたが、清朝政府は名義上の管轄を定めたに過ぎず、官吏を派遣することはなかった。そのため海賊（実態は独立した海上貿易商人）の拠点となっており、当時の台湾府知府であった楊廷理より再三にわたる行政区設置の要請を受け、1810年に漸く噶瑪蘭庁が設けられるに至った。
行政が整備される以前であっても、多くの漢人によりこの地への入植が試みられている。1768年、林漢生が噶瑪蘭を訪問したが殺害されるという事件が発生している。1796年には呉沙が火器を利用しクヴァラン族から土地を奪い、蘭陽平野に入植を開始した。漢人が入植してから後、原野と森林地区での開墾が進行し、狩猟を中心にしていた平埔族の生活基盤が失われ、漢人と通婚・混血し、その独自性が失われた。同化をよしとしなかった一部は南に移住し、今でも花蓮県新社にクヴァラン族の独自性を保つ集落を残している。
1895年に日本統治下に置かれると、日本政府により噶瑪蘭支庁舎が設置され、台北県の管轄となる。1897年には独立した噶瑪蘭庁が設置され、政府主導による農業改良が図られた。それまで個人によって維持管理されていた灌漑施設に水利組合を設置し、積極的な設備投資を実施、農業の大幅な発展が見られた。
1950年に中華民国政府により宜蘭県が設置され現在に至る。中華民国政府による開発が遅れたため反国民党感情が強く、台湾語が根強く使われている。また、かつての党外の中心人物、現在の民主進歩党の幹部になる人材を多く輩出している。

## 行政区画
| 区分 | 数 | 名称                                                                         |
| ---- | -- | ---------------------------------------------------------------------------- |
| 市   | 1  | 宜蘭市                                                                       |
| 鎮   | 3  | 羅東鎮 \| 蘇澳鎮 \| 頭城鎮                                                   |
| 郷   | 8  | 礁渓郷 \| 壮囲郷 \| 員山郷 \| 冬山郷 \| 五結郷 \| 三星郷 \| 大同郷 \| 南澳郷 |

## 教育

### 大学
- 国立宜蘭大学
- 佛光大学
- 淡江大学蘭陽キャンパス

### 技術学院
- 蘭陽技術学院

高中・高職以下の教育機関は下部行政区域の項目を参照

## 交通

国道5号 蔣渭水高速公路

### 鉄道
- 宜蘭線、北廻線

### 道路
- 国道5号（蔣渭水高速公路）、台2線、台7線、台9線

## 特産品
- 鴨賞（中国語版）
- 牛舌餅
- 蜜餞
- KAVALAN：金車が製造する台湾初のウイスキー
- 奶凍捲
- 三星葱（サンシンツォン・サンシンネギ）（宜蘭県の特産品ネギ）

## 観光地

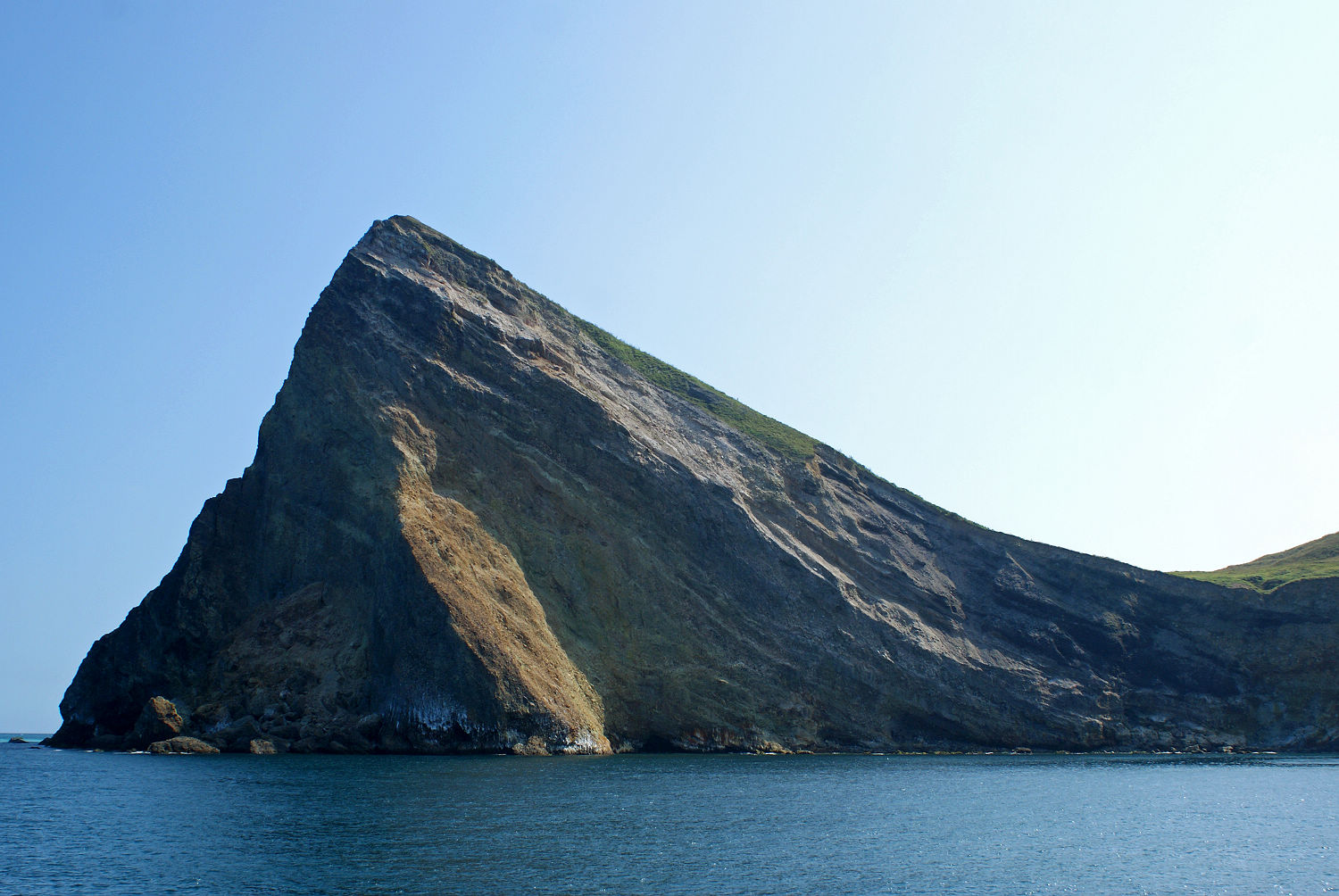
亀山島

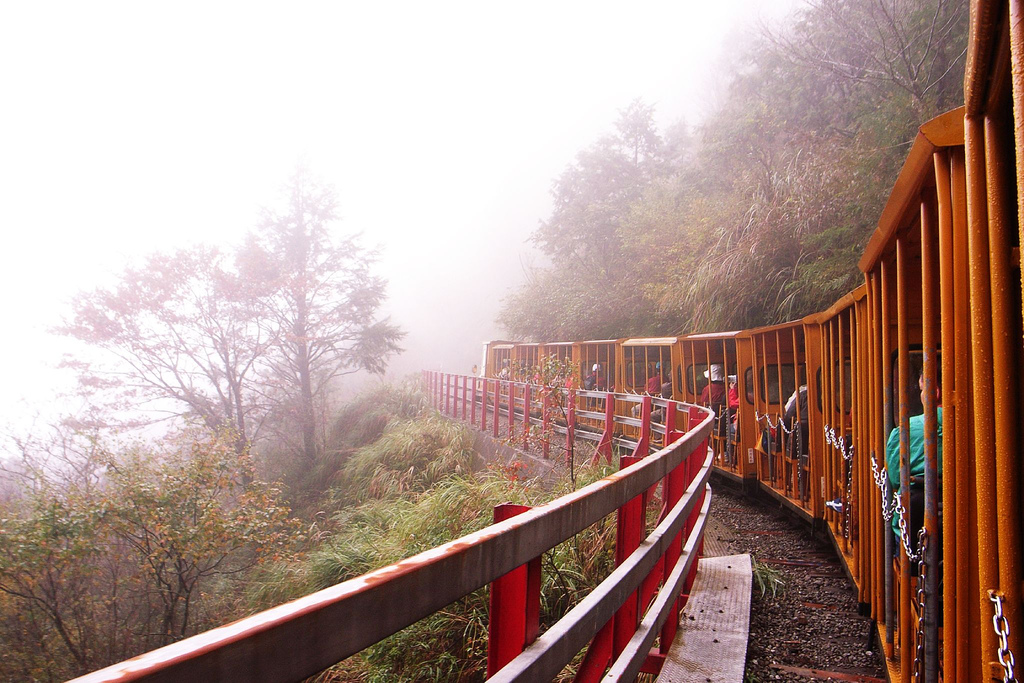
太平山国家森林遊楽区

- 礁渓温泉
- 冬山河親水公園（中国語版）
- 蘇澳冷泉
- 羅東観光夜市（中国語版）
- 員山公園 - 宜蘭神社
- 亀山島
- 太平山国家森林遊楽区（中国語版）
- 国立伝統芸術センター（中国語版）
- 南方澳（中国語版）
- 清水地熱公園

## 日本との関連
- 西郷 隆盛と愛加那の長男である西郷 菊次郎が明治30年宜蘭庁長になり4年半就任した。
- 第二次世界大戦（太平洋戦争）中に、当地の興建南機飛行場に駐留していた日本軍の航空機が神風特攻隊として出撃したという。
- 日本が実効支配している尖閣諸島について、中華民国（台湾）および大陸の中華人民共和国は宜蘭県に属していると主張している。
- 日本語を供給言語の1つとして持つ宜蘭クレオールが、県の一部(東岳村・金洋村・澳花村・寒渓村)で行われている。

## 出身者
- 陳菊（高雄市市長）
- 林義雄（元民主進歩党主席）
- 游錫堃（元行政院長、元民進党主席）
- 郭雨新（民主化運動指導者）
- 周渝民（俳優、歌手）
- 戴正呉（シャープ社長）
- ドリス・イエ（葉湘怡、ブラックメタルバンド「ソニック」のベーシスト）
- 岳東華（プロ野球選手・中信兄弟）